# Torre de Moros (Castellfollit del Boix)
La Torre de Moros és una obra del municipi de Castellfollit del Boix (Bages) inclosa en l'Inventari del Patrimoni Arquitectònic de Catalunya.

## Descripció
Es tracta d'una torre de forma troncocònica feta amb carreus irregulars. La coberta està esfondrada. A l'interior hi ha restes d'escales obertes al mur i els forats dels encaixos de bigues. Segurament tenia dos o més pisos. Hi ha dues portes i una finestra petita al capdamunt. Les obertures tenen carreus més grossos i polits.

## Història
Aquesta torre, entre habitants de la zona, és coneguda com el molí del vent, o de Can Regordosa. Segons la informació obtinguda podria haver estat un molí de vent utilitzat com a torre de vigia.